# Supernatural (6.ª temporada)
A sexta temporada de Supernatural, uma série de televisão americana de fantasia e terror criada por Eric Kripke, foi encomendada pela The CW em 23 de fevereiro de 2010, estreou no dia 24 de setembro de 2010 e terminou em 20 de maio de 2011, contando com 22 episódios. A temporada foi produzida pela Warner Bros. Television e Wonderland Sound and Vision, sendo a primeira temporada a ter Sera Gamble como showrunner, após a partida em tempo integral de Kripke. A temporada foi ao ar na temporada de transmissão de 2010-11 às noites de sexta-feira às 21h00, horário do leste dos EUA.
Essa temporada marca a saída de Misha Collins do elenco principal, cuja promoção ocorreu na temporada passada. Ele retorna na temporada seguinte como um membro do elenco recorrente, sendo creditado como Special Guest Star.
A sexta temporada estrela Jared Padalecki como Sam Winchester, Jensen Ackles como Dean Winchester e Misha Collins como Castiel.
A temporada terminou com uma audiência média de 2.42 milhões de espectadores e ficou classificada em 209.º lugar na audiência total e classificada em 184.º no grupo demográfico de 18 a 49 anos.

## Enredo
A temporada começa um ano após a conclusão da quinta temporada, com Dean vivendo uma vida um tanto feliz com Lisa e Ben. Quando um Sam sem emoções retorna para Dean, ele é forçado a deixar sua nova vida para trás para trabalhar com seu avô ressuscitado Samuel para capturar monstros Alfa para Crowley. Os irmãos são incapazes de obter muita ajuda de Castiel, já que seu tempo é ocupado por uma guerra civil que está ocorrendo no céu contra o arcanjo Rafael. Dean não confia em Samuel e suas suspeitas são confirmadas quando ele encontra Samuel trabalhando com demônios para descobrir a localização do Purgatório. Dean descobre que a alma de Sam ainda está na jaula de Lucifer, então ele implora ao Cavaleiro Morte para recuperá-la. Para garantir que Sam não se lembre de seu tempo na jaula, Morte bloqueia essa parte da memória de Sam usando uma parede mental. A "Mãe de Todos" acaba levando a eventos que provam que Castiel está por trás das circunstâncias do retorno de Sam, a caça aos monstros Alfa e a busca pelo Purgatório e estava trabalhando com Crowley durante todo o tempo. Quando os irmãos tentam parar Castiel, ele traz de volta a memória de Sam e prossegue com seu plano, absorvendo todas as almas do Purgatório e se declarando Deus, tendo ascendido além de um mero anjo.

## Elenco e personagens
| - Jared Padalecki como Sam Winchester - Jensen Ackles como Dean Winchester - Misha Collins como Castiel | - Robert Englund como Dr. Robert - Brian Doyle-Murray como Robert Singer |

### Participações
- Jim Beaver como Bobby Singer
- Mark Sheppard como Crowley
- Mitch Pileggi como Samuel Campbell
- Cindy Sampson como Lisa Braeden
- Sebastian Roché como Balthazar
- Nicholas Elia como Ben Braeden
- Jessica Heafey como Gwen Campbell
- Corin Nemec como Christian Campbell
- Julia Maxwell e Samantha Smith como Eve
- Kim Johnston Ulrich como Eleanor Visyak
- Demore Barnes e Lanette Ware como Rafael
- Laura Mennel como Brigitta
- David Paetkau como Mark Campbell
- Sonya Salomaa como Rachel
- Steven Williams como Rufus Turner
- Rick Worthy como Vampiro Alfa
- Genevieve Padalecki como ela mesma
- Micah A. Hauptman como Eric Kripke
- Amber Benson como Lenore
- Samantha Ferris como Ellen Harvelle
- Fredric Lehne como Azazel
- Lindsey McKeon como Tessa
- Rachel Miner como Meg Masters
- Kim Rhodes como Jody Mills
- Julian Richings como Morte

Notas
1. ↑  Collins só é creditado nos episódios em que ele aparece.

## Episódios
| N.º geral | N.º na temp. | Título                              | Dirigido por   | Escrito por                                                                                            | Exibição original       | Cód. de produção | Audiência (milhões) |
| --- | ------------ | ----------------------------------- | -------------- | --- | ----------------------- | ---------------- | ------------------- |
| 105 | 1            | "Exile on Main Street"              | Phil Sgriccia  | Sera Gamble                                                                                            | 24 de setembro de 2010  | 3X6052           | 2.90                |
| Dean vive com Lisa e seu filho Ben, e desistiu da caça por um ano depois que Sam saltou para a jaula de Lúcifer. Ocorrências misteriosas aparecem no bairro de Dean e ele é forçado de volta para o mundo do sobrenatural. Sam resgata Dean e revela que ele foi misteriosamente retornado do Inferno por volta deste tempo Dean começou a viver com Lisa. Sam então apresenta Dean a membros da família que ele nunca sabia que existia: os Campbell; os primos de sua mãe, caçadores liderados por ninguém menos que seu avô Samuel, que também foi misteriosamente retornado à Terra há um ano. Dean deixa Lisa e Ben com Bobby para que ele e Sam possam matar o Djinn atormentando as pessoas próximas a Dean. Sem o conhecimento de Sam e Dean, Samuel capta um dos Djinn durante a luta. No final Dean decide viver com Lisa e Ben, e diz a Sam para manter contato. |              |                                     |                | |                         |                  |                     |
| 106 | 2            | "Two and a Half Men"                | John Showalter | Adam Glass                                                                                             | 1 de outubro de 2010    | 3X6053           | 2.33                |
| Sam investiga um caso sobre bebês desaparecidos cujos pais estão sendo assassinados misteriosamente. Em uma das cenas do crime, ele descobre um bebê que foi deixado para trás e chama Dean para ajudar. Relutante em deixar Lisa e Ben, Dean finalmente concorda em acompanhar Sam e surpreende seu irmão com a forma como ele se tornou. Os irmãos levam o bebê (revelado ser um metamorfo) para Samuel, que decide levantar-lo como um caçador, o que enfurece Dean. No entanto, antes que eles possam decidir o futuro do bebê, um metamorfo chega e sequestra o bebê. O metamorfo era aparentemente o pai de todos os metamorfos (o alfa), e era muito mais forte do que os outros. Samuel secretamente fala com alguém no telefone prometendo que ele vai capturar o alfa. Depois de perder o bebê, Dean volta a Lisa, e diz a ela que ele não tem certeza se ele deve ficar para protegê-la e Ben, ou ir para se certificar de que nada acontece com eles. Lisa diz para Dean sair, mas apenas volte para casa sempre que puder. |              |                                     |                | |                         |                  |                     |
| 107 | 3            | "The Third Man"                     | Robert Singer  | Ben Edlund                                                                                             | 8 de outubro de 2010    | 3X6054           | 2.16                |
| Sam e Dean chamam Castiel para ajudar quando eles investigam um caso sobre vários policiais mortos que parecem ter sido mortos pelas pragas do Egito. Castiel confirma que o Cajado de Moisés foi usado para matar os policiais e diz a Sam e Dean que o Céu está em um estado de caos e guerra civil entre anjos e as armas de Deus foram roubadas. Os três acham que os oficiais estavam envolvidos no tiroteio de um jovem, cujo irmão tem o bastão, que ele recebeu de um anjo em troca de sua alma. Castiel deduz que o anjo responsável, Batlthazar, dividiu o pessoal em pedaços para poder comprar mais almas. Quando Castiel confronta Balthazar em sua residência, Balthazar explica que ele abandonou o Céu e agradece a Castiel por criar a situação atual. Rafael chega e Balthazar deixa Castiel para lidar com a bagunça. Quando Rafael estar prestes a matar Castiel, Balthazar retorna e usa o que parece ser um cristal branco para desintegrar o hospedeiro de Rafael em sal (aparentemente usado na esposa de Ló quando ela olhou para a destruição de Sodoma e Gomorra). Dean usa o fogo sagrado para prender Balthazar e forçá-lo a devolver a alma de Aaron. Castiel libera Balthazar para retribuir sua ajuda e ambos os anjos partem sem explicação para os irmãos. Mais tarde, Dean pergunta a Sam sobre suas ações recentes e pensa que algo é diferente com ele. |              |                                     |                | |                         |                  |                     |
| 108 | 4            | "Weekend at Bobby's"                | Jensen Ackles  | Andrew Dabb & Daniel Loflin                                                                            | 15 de outubro de 2010   | 3X6051           | 2.84                |
| Bobby convoca Crowley para que ele volte sua alma como parte do acordo para acabar com o Apocalipse. No entanto, Crowley renega sobre o acordo e detém por um período de dez anos. Bobby começa a pesquisar as origens de Crowley e até captura e torturas um demônio da encruzilhada para encontrar o nome real de Crowley. Ao longo do fim de semana, Bobby oferece apoio aos irmãos Winchester e ao resto dos caçadores, ajuda o companheiro caçador Rufus a enterrar um demônio okami japonês (depois ter que matá-lo novamente) e contende com um agente do FBI tentando encontrar Rufus. Dean diz a Bobby sobre as mudanças de Sam e seus problemas, mas Bobby é distraído por outras necessidades. Quando Dean repreende Bobby por ser egoísta e frio por não ouvir, Bobby repreende os dois irmãos, lembrando-lhes que ele também tem seus próprios problemas e ele nem sempre pode estar lá por eles. Bobby descobre com o demônio da encruzilhada que o nome real de Crowley é Fergus Macleod e ele é agora o Rei do Inferno. Ele então chama o filho falecido de Crowley, Gavin, para obter informações e convoca Crowley para ameaçá-lo a devolver sua alma. Crowley se recusa até que o próprio Gavin conta a seu pai que ele contou a Bobby tudo o que sabia sobre ele. Crowley está abalado, mas permanece imóvel até que Dean e Sam ligam para revelar que estão em seu túmulo na Escócia, prontos para queimar seus ossos. Crowley relutantemente retorna a alma de Bobby e destrói o contrato, e vai para a Escócia para pegar seus restos mortais. Mais tarde, Bobby agradece aos irmãos por ajudá-lo com isso, e mais uma vez retorna ao seu trabalho habitual. |              |                                     |                | |                         |                  |                     |
| 109 | 5            | "Live Free or Twihard"              | Rod Hardy      | Brett Matthews                                                                                         | 22 de outubro de 2010   | 3X6056           | 2.47                |
| Sam e Dean investigam uma série de meninas desaparecidas em Limestone, Illinois, que compartilham uma coisa em comum: todos são fãs de Twilight (Crepúsculo). Eles percebem que as meninas estão sendo assassinadas por vampiros na área e participam de um bar local para encontrar os culpados. Enquanto lá, os irmãos se separam e Dean é confrontado por um vampiro chamado Boris, que o transforma enquanto Sam aparentemente apenas assiste e deixa acontecer. Depois, acreditando que Samuel vai matá-lo quando ele chegar, Dean visita Lisa e Ben para dizer adeus, mas quase drena Lisa e empurra Ben. Quando Samuel chega, ele revela a Dean que, como ele não bebeu sangue humano, há uma cura, mas ele não pode beber e ele deve obter o sangue de Boris para que ele funcione. Dean usa seus novos sentidos para rastrear o ninho enquanto Samuel confronta Sam como ele sabe sobre a cura e Samuel suspeita que Sam deixou Dean ser infectado para que ele pudesse entrar no ninho de vampiros e ajudá-los a capturar um vampiro Alfa, embora Sam nega. No ninho, Boris revela que quer que Dean seja um "recrutador" e que os vampiros estão construindo um exército sob as ordens de seu "pai", o Vampiro Alfa. Como Boris descobre Dean fora, o Vampiro Alfa envia uma mensagem telepática para todos os vampiros, incluindo Dean, ordenando-lhes continuar recrutando. Acordando, Dean é confrontado com o ninho inteiro e os mata sozinho. Boris o confronta, dizendo a Dean que ele não parou nada, mas Dean mata ele de qualquer maneira. Sam e Samuel seguem Dean e o curam, mas ao reverter para humano, ele vê que Sam aparentemente o deixou ser transformado e fica desconfiado de seu irmão. |              |                                     |                | |                         |                  |                     |
| 110 | 6            | "You Can't Handle The Truth"        | Jan Eliasberg  | História por : David Reed & Eric Charmelo & Nicole Snyder Roteiro por : Eric Charmelo & Nicole Snyder  | 29 de outubro de 2010   | 3X6055           | 2.52                |
| Sam e Dean investigam uma série de mortes em Calumet City, Illinois, onde as vítimas disseram verdades brutais que levou-as à loucura. Dean também finalmente fala com Lisa que rompe com ele, dizendo-lhe que sua vida é muito perigosa e que ela está com raiva que Dean empurrou Ben. Dean agora está desconfiado de seu irmão desde que ele se lembra de ter visto Sam permitindo que o vampiro o atacasse. O feitiço afeta Dean e ele aproveita a situação para questionar Sam, mas Sam diz que ele simplesmente congelou e está horrorizado que Dean não confia nele. Como Sam parece ter dito a verdade, eles continuam a caça e descobrir que é a deusa da verdade, Veritas, que invoca o feitiço. Mas as coisas não vão como planejado como s irmãos são levados em cativeiro por Veritas e ela está chocada ao ver que Sam não é afetado por seu feitiço e ele tem mentido para Dean o tempo todo. Enquanto Veritas se prepara para comê-los, os irmãos se libertam e matam ela antes que Dean enfrente Sam. Sam finalmente admite que ele estava mentindo e que ele permitiu que Dean se transformasse, dizendo que ele sabia sobre a cura. Sam explica que ele não sabe por quê, mas ele simplesmente não se importa com nada mais. Enfurecido, Dean bate em Sam deixando ele sangrando no chão. |              |                                     |                | |                         |                  |                     |
| 111 | 7            | "Family Matters"                    | Guy Bee        | Andrew Dabb & Daniel Loflin                                                                            | 5 de novembro de 2010   | 3X6057           | 2.46                |
| Dean pede ajuda a Castiel para descobrir o que há de errado com Sam, que revela que não consegue dormir ou sentir emoções, exceto por dor física. Castiel descobre que a alma de Sam está desaparecida e quando ele vai a outro lugar para investigar, os Winchester sabem que Samuel vai caçar o vampiro Alfa. Depois de torturar o vampiro Alfa, Crowley aparece para revelar que Samuel trabalha para ele coletando criaturas alfa e ele é o que trouxe Sam de volta do Inferno. Depois que o demônio sai, Sam quer matar Samuel por trair e mentir para eles, mas Dean o deixa ir. Samuel diz-lhes que ele só trabalha para capturar criaturas, mas não tem intenção de prejudicar os irmãos. Enquanto os irmãos não têm escolha senão seguir as ordens de Crowley, Sam garante a Dean que Crowley receberá o que merece quando tiver a chance. |              |                                     |                | |                         |                  |                     |
| 112 | 8            | "All Dogs Go to Heaven"             | Phil Sgriccia  | Adam Glass                                                                                             | 12 de novembro de 2010  | 3X6058           | 2.09                |
| Crowley oferece aos irmãos um acordo: um alfa em troca da alma de Sam. Ele então envia os irmãos para investigar um assassinato que parece ser um ataque lobisomem em Buffalo, Nova York. Os dois irmãos chegam a uma cena de outro assassinato e descobrem que a segunda vítima foi assassinada da mesma maneira que a primeira. Depois de algumas pesquisas, Sam descobre que Cal Garrigan é o denominador comum entre os assassinatos. Eles entrevistam Cal e conhecem sua namorada Mandy, o filho de Mandy Aiden e seu cão Lucky. Os irmãos espiam Cal durante a noite, mas não vêem nada; depois que eles saem, Cal é morto por Lucky. Sam vê o cão Lucky se transformar em um homem e o segue para fora da casa. Há uma perseguição e Lucky é atingido por uma van. Acontece que os assassinos não são lobisomens, mas skinwalkers. Sam e Dean levam Lucky em um hospital de animais e convencem ele de que seria melhor desistir de sua matilha do que arriscar a família que ele ama. Lucky diz aos dois que os caminhoneiros planejam se infiltrar nas famílias como cachorros de estimação e, quando recebem um sinal, transformam as famílias em caminhoneiros. Dean decide eliminar o líder da matilha e há um tiroteio. Todo a matilha de skinwalker exceto Lucky são mortos, mas ele escapa, ferido. Lucky, em seguida, volta para Mandy para agradecer a sua bondade, mas ela lhe diz para sair e nunca mais voltar. Depois, Sam, que Dean tem insistido que ele não é mais o mesmo sem sua alma, finalmente admite que Dean está certo e que ele não se importa com Dean ou qualquer coisa e pede a ajuda de Dean para recuperar sua alma. |              |                                     |                | |                         |                  |                     |
| 113 | 9            | "Clap Your Hands If You Believe..." | John Showalter | Ben Edlund                                                                                             | 19 de novembro de 2010  | 3X6059           | 1.94                |
| Os irmãos Winchester investigam uma série de desaparecimentos na cidade de Elwood, Indiana, assemelhando-se a abduções alienígenas. Eles questionam o pai da primeira vítima, Brennan, um relojoeiro que é inflexível que seu filho nunca mais voltará. Dean é aparentemente raptado; Sam vai a um encontro de OVNIS para saber mais sobre os sequestros. Dean é enviado de volta horas mais tarde e fica irritado ao encontrar Sam passando a noite com uma mulher em vez de procurar por ele. Continuando sua pesquisa, Dean começa a ver um homem estranho que só ele pode ver e encontra uma fada parecida com a Sininho irradiando uma esfera de energia. Dean tenta convencer Sam dos eventos bizarros, mas Sam permanece cético. Dean checa a loja de Brennan, só para encontrar duendes trabalhando lá dentro. Sam pede a Brennan a verdade e é dito que ele convocou um leprechaun dois meses antes. O leprechaun tentou fazer um acordo com ele para ter seus elfos construindo relógios e salvar sua loja e reputação, mas terá o seu primogênito em troca. Dean é seguido pelo homem estranho e embosca ele, apenas para atacar por engano outro homem e é preso por agressão. Sam e Brennan tentam desfazer o feitiço, mas Brennan é morto pelo leprechaun, que se revela um entusiasta OVNI visto durante todo o episódio. Ele usou os avistamentos de OVNIs falsos como cobertura para as atividades dos leprechauns. O leprechaun sente a falta de uma alma em Sam e faz uma oferta para recuperá-la para ele, mas Sam declina e o ataca. Finalmente, Sam esvazia um escudo de espingarda de sal de rocha no chão, o que força o leprechaun a contar cada grão, e lê o feitiço para enviar todos de volta para onde eles vieram. Mais tarde, Dean pergunta a Sam por que ele não aceitou o acordo do leprechaun, e Sam responde que os negócios nunca são uma coisa boa. |              |                                     |                | |                         |                  |                     |
| 114 | 10           | "Caged Heat"                        | Robert Singer  | História por : Jenny Klein & Brett Matthews Roteiro por : Brett Matthews                               | 3 de dezembro de 2010   | 3X6060           | 2.15                |
| Sam e Dean são emboscados pelo demônio Meg e alguns de seus seguidores leais a Lúcifer, que estão correndo de Crowley. Sam propõe uma pechinchabarganha: Meg vai conseguir matar Crowley, se ela puder ajudá-los a recuperar a alma de Sam. Meg concorda, e Sam decide procurar seguro em caso de traição. Eles tentam obter ajuda de Samuel, que se recusa - Crowley prometeu ressuscitar a mãe de Sam e Dean. Mais tarde, Samuel parece ter uma mudança de coração, e diz aos irmãos e Castiel sobre uma prisão de monstros escondida onde Crowley está tortura as criaturas para obter informações sobre o Purgatório. Durante sua preparação para atacar o local, Castiel expressa sua preocupação de que, uma vez que a alma de Sam estava trancada com Miguel e Lúcifer muito zangados, as devastações sobre a alma de Sam o matariam ou o deixariam louco ou quebrado. Ao tentar se infiltrar na prisão, os demônios de Meg são mortos por um cão do inferno, e Meg luta com as criaturas para comprar o tempo de outros. Samuel traiu os irmãos, forçando Castiel para fora do edifício com um feitiço sigilo e prendendo Sam e Dean com a ajuda de Crowley. Sam escapa de seus guardas, resgata Dean matando o par de ghouls, então Dean mata o demônio controlando Christian, que encontrou Meg e estava a torturando para obter informações. Juntos, o grupo engana Crowley para entrar na armadilha do diabo, onde Crowley afirma que conseguir a alma seria impossível, mesmo para ele. Crowley se liberta da armadilha quando Meg o ataca. Castiel reaparece com os ossos de Crowley em um saco, mais uma vez, Crowley diz que não pode recuperar a alma de Sam. Castiel imediatamente coloca os ossos em chamas, aparentemente matando Crowley. Meg desaparece rapidamente, e Castiel parte para lutar uma guerra perdedora contra Rafael. Sam vai embora de Dean afirmando que ele não quer sua alma de volta, como ele é melhor sem ela. |              |                                     |                | |                         |                  |                     |
| 115 | 11           | "Appointment in Samarra"            | Mike Rohl      | Sera Gamble & Robert Singer                                                                            | 10 de dezembro de 2010  | 3X6061           | 2.27                |
| Dean se encontra e faz um acordo com a Morte: se Dean ocupar o lugar da Morte por um dia inteiro, a Morte vai recuperar a alma de Sam e 'consertar' as partes torturadas. Dean diz a Bobby e Sam sobre o plano, que Sam discorda fortemente, mas Dean segue em frente de qualquer maneira. Dean é acompanhado por Tessa para colher várias pessoas. Eventualmente, no entanto, Dean tem que colher uma menina de 12 anos de idade com uma condição cardíaca, que ele se recusa, e a menina começa a fazer uma recuperação milagrosa. No entanto, devido à mudança na "ordem natural", outros morrem em vez disso. Falhando no acordo, Dean colhe a menina, admitindo que embora a ordem natural é uma merda, deve ser respeitada. Enquanto Dean está agindo como Morte, Sam convoca o anjo Balthazar para aprender a evitar que sua alma volte ao seu corpo. Balthazar admite que há um feitiço, mas exige o "sangue do pai" - patricide. Desde que o pai de Sam tinha morrido há alguns anos, um substituto - Bobby - seria necessário. Sam então tenta perseguir Bobby, que percebe a tentativa de Sam para matá-lo e tenta pará-lo. Eventualmente, Sam ganha a vantagem, e se prepara para matar Bobby, só para ser parado e nocauteado por Dean. Inseguro do que fazer sobre Sam, Dean é surpreendido pela Morte, que veio para pedir seu anel. Dean percebe que o jogo da Morte foi manipulado, e Morte elimina a acusação, revelando que ele ainda vai recuperar a alma de Sam já que Dean aprendeu uma lição sobre a ordem natural das coisas. A Morte também sugere a Dean que há alguma realização importante sobre almas humanas que ele deve descobrir. A Morte aparece então a Sam, alma na maleta, e instrui Sam não riscar na parede que ele construiu em torno das memórias do Inferno. A Morte então empurra a alma para o corpo de Sam, que grita de dor. |              |                                     |                | |                         |                  |                     |
| 116 | 12           | "Like a Virgin"                     | Phil Sgriccia  | Adam Glass                                                                                             | 4 de fevereiro de 2011  | 3X6062           | 2.25                |
| Depois que a Morte colocou a alma danificada de Sam do Inferno no corpo de Sam, Sam desperta de volta a seu estado normal somente para não ter nenhuma memória estável de quando estava ao redor com nenhuma alma. Dean e Sam investigam alguns desaparecimentos de meninas que são virgens em Portland, Oregon, apenas para descobrir que os dragões estão por trás dos sequestros. Bobby envia Dean á Dr. Visyak, uma professora de mitologia medieval que teve a experiência de lutar com dragões. Ela diz a Dean que, para matar os dragões, ele precisa de uma lâmina que tenha sido forjada no sangue do dragão. No entanto, eles podem usar uma poderosa espada de matar dragões, uma das quais ela tem no porão. Enquanto isso, Sam está pesquisando onde está o esconderijo dos dragões e descobre que eles estão ficando nos esgotos subterrâneos. Sam então implora para Castiel para estar em sua presença, momento em que Castiel aparece e diz Sam tudo o que aconteceu enquanto ele era sem alma. Sam e Dean então vão para os esgotos e encontram garotas virgens trancadas em uma gaiola. Como Sam e Dean estão tentando desbloquear a gaiola, eles são interrompidos por dois dragões (em forma humana) e têm uma briga. Eles conseguem matar um dos dragões enquanto o outro escapa. Eles acabam de volta para Bobby e Sam pede desculpas a Dean por tudo o que ele fez, dizendo que Castiel lhe contou tudo. Bobby aprendeu que os dragões estão tentando abrir o Purgatório para deixar algo "grande" andar no planeta chamado "Mãe de Todos" e que eles estão lendo um "manual de instruções" sobre como abri-lo. Enquanto isso, os dragões ainda têm uma das virgens; eles usam um encantamento e empurra ela em um poço ardente. A virgem então voa para fora do poço possuído pela "Mãe de Todos". |              |                                     |                | |                         |                  |                     |
| 117 | 13           | "Unforgiven"                        | David Barrett  | Andrew Dabb & Daniel Loflin                                                                            | 11 de fevereiro de 2011 | 3X6063           | 1.97                |
| Sam recebe uma misteriosa mensagem de texto o dirigindo para a cidade de Bristol, Rhode Island, onde três mulheres desapareceram na semana passada. Ao chegarem à cidade, descobrem que Samuel e Sam estavam lá antes, trabalhando em uma caçada onde os homens haviam desaparecido. No entanto, à medida que o tempo avança na cidade, as memórias de Sam de sua visita prévia começam a surgir, como espancar um policial suspeito e ter relações sexuais com várias testemunhas (que agora eram as vítimas). Sam é até mesmo preso pelo oficial que ele tinha batido, e então confrontando com a esposa do xerife local, Brenna Dobbs. Sam professa que não tem lembrança do que aconteceu, e Brenna o liberta da prisão. Enquanto a investigação continua, Sam percebe que ele e Samuel haviam caçado originalmente um Aracne na cidade, e Sam usou o xerife Dobbs como isca para atrair a criatura. Ao encontrar Dobbs e os outros homens sequestrados, Sam matou com sucesso o Arachne e procedeu a matar os homens sequestrados, como ele acreditava que os homens estavam envenenados e além da ajuda. Mostra-se mais tarde que o Arachne não havia capturado os homens para alimentar, mas para propagar a espécie, transformando Dobbs e as outras vítimas de um ano antes em Arachnes também, todos os quais sobreviveram. Dobbs revela-se atraindo Sam e Dean, e prendendo-os. Ao explicar o que aconteceu com ele, e que as mulheres que ele sequestrou todos foram transformadas em Arachnes e espalhadas por toda parte, Dean usa um fragmento de vidro para cortar a teia e atacar Dobbs. Brenna liberta Sam, que decapita Dobbs. Sam então tenta pedir desculpas a Brenna, mas ela não espera para ouvi-lo. O episódio termina com Sam, tendo "arranhado a parede" como Dean tinha temido, sendo agarrado em um flashback de seu tempo no Inferno e incapaz de responder a Dean. |              |                                     |                | |                         |                  |                     |
| 118 | 14           | "Mannequin 3: The Reckoning"        | Jeannot Szwarc | Andrew Dabb & Daniel Loflin                                                                            | 18 de fevereiro de 2011 | 3X6064           | 2.25                |
| Sam finalmente se recupera de seu flashback no início do episódio, e juntos ele e Dean investigam um caso estranho em Paterson, Nova Jersey, onde um zelador foi morto e ninguém estava por perto. Outro assassinato ocorre em outra cidade, e eles suspeitam que um fantasma controlou um manequim para matá-los. Durante a investigação, Dean recebe uma chamada de Ben dizendo-lhe que Lisa está agindo estranha e ele vai ver o que está acontecendo. Sam então descobre que ambas as vítimas trabalhavam juntas em uma fábrica, e o zelador renunciou após a estranha morte de uma operária chamada Rose. Depois de uma conversa com sua irmã, Isabelle, Sam salva outro cara que trabalhou na fábrica de ser morto e explicou que ele e um grupo de caras acidentalmente a matou por causa de uma piada cruel que eles jogaram sobre ela. Sam então sai e queima o corpo, pensando que o caso está resolvido, embora o trabalhador que ele acabou de salvar é morto na mesma noite. Depois de conversar com Lisa, Dean percebe que Lisa tem tentado esquecê-lo, mas ele continua aparecendo em sua vida e que ela ainda tem sentimentos por ele. Dean então conversa com Ben que claramente quer Dean de volta em suas vidas. Sam então retorna para Isabelle, procurando por qualquer coisa que ela ainda pode anexar e descobre que Rose deu-lhe um rim quando elas eram mais jovens, então se cortar o rim Isabelle iria morrer. Dean volta para ver Isabelle, mas Rose possui o Impala e tenta matar Dean, que consegue escapar, resultando no Impala batendo e as duas irmãs finalmente morrendo. Depois disso, os irmãos conversam sobre como eles mataram uma garota inocente para salvar aqueles caras e se eles realmente estão fazendo a coisa certa. |              |                                     |                | |                         |                  |                     |
| 119 | 15           | "The French Mistake"                | Charles Beeson | Ben Edlund                                                                                             | 25 de fevereiro de 2011 | 3X6065           | 2.18                |
| Depois de lhes dar uma chave misteriosa, Balthazar envia os irmãos a uma realidade alternativa, onde eles são confundidos com os atores chamados "Jared Padalecki" e "Jensen Ackles" que realmente interpretam Sam e Dean em uma série de televisão chamada "Supernatural" que segue suas vidas. Além disso, eles descobrem que todos e tudo o que eles sabiam em sua realidade desapareceu nesta realidade: nada sobrenatural existe, casa de Bobby é um set de filmagem, "Castiel" é o ator Misha Collins, e Sam é casado com Genevieve Padalecki, que tinha interpretado Ruby na quarta temporada. Sam e Dean tentam retornar à sua realidade, mas são prejudicados pela vida de seus atores e pela equipe de seu programa de TV. Um dos seguidores de Rafael chega para matá-los e massacra a maior parte da equipe de TV, mas os irmãos levam a melhor porque ele perdeu todos os seus poderes nesta realidade. Sam e Dean são puxados de volta em seu próprio universo por Rafael - agora possuindo um corpo feminino. Balthazar e Castiel aparecem e revelam que a chave era um estratagema para desviar as atenções de Raphael da transação real: Castiel agora possui as armas do Céu que Balthazar roubou. Raphael foge da área quando Castiel o ameaça. Os irmãos estão frustrados com Castiel usá-los como uma isca, mas Castiel é evasivo em se explicar e só diz que ele vai dizer-lhes mais tarde. |              |                                     |                | |                         |                  |                     |
| 120 | 16           | "...And Then There Were None"       | Mike Rohl      | Brett Matthews                                                                                         | 4 de março de 2011      | 3X6066           | 2.14                |
| A presença da Mãe de Todos os Monstros — Eve — causa atividades monstruosas em Sandusky, Ohio. Dean, Sam e Bobby fazem parceria com Rufus, velho amigo de Bobby, para localizá-la. Eles encontram Samuel e Gwen Campbell, também na caça, mas Dean se torna infectado por um monstro que Eve criou recentemente, e mata Gwen sob seu controle. O verme deixa Dean e infecta Samuel, o tornando violento e incitando Sam a matá-lo. O cadáver ataca Bobby e Rufus quando tentam abrir a cabeça de Samuel para pegar o verme, mas quando o cadáver é eletrocutado, o verme foge, expondo uma vulnerabilidade à eletricidade. Sam, Dean, Bobby e Rufus concordam em se eletrocutar uns aos outros para descobrir quem está agora infectado com o verme. Eventualmente, é revelado que Bobby é o infectado, e ele mata Rufus. Os irmãos amarram Bobby e eletrocuta ele até que o verme morre. O episódio termina com Bobby lamentando a morte de Rufus e como eles nunca se reconciliaram completamente com um erro horrível que Bobby cometeu no passado, enquanto os três caçadores restantes enterram Rufus. Eles honram sua memória derramando sua bebida favorita em seu túmulo. |              |                                     |                | |                         |                  |                     |
| 121 | 17           | "My Heart Will Go On"               | Phil Sgriccia  | Eric Charmelo & Nicole Snyder                                                                          | 15 de abril de 2011     | 3X6068           | 2.26                |
| Sam e Dean acompanham um novo caso em Chester, Pensilvânia, onde as pessoas estão morrendo em acidentes estranhos. Eles determinam que não há espíritos ou monstros envolvidos, e permanecem perdidos. Inexplicavelmente, Ellen e Jo Harvelle estão ambas muito vivas; na verdade, Ellen é a esposa de Bobby. Ela rastreia as árvores genealógicas das vítimas, descobrindo que seus antepassados imigraram para os Estados Unidos em 1912 no Titanic, um navio que nenhum deles já ouviu falar. É revelado finalmente que Castiel tinha dado a Balthazar a ordem para voltar no tempo e salvar o Titanic de nunca ter afundado, criando uma reação em cadeia em que mais almas são produzidas para alimentar o poder do lado de Castiel na guerra civil do Céu. Um dos efeitos colaterais da reação em cadeia é que Ellen e Jo nunca morreram. Transpira que Átropos das três irmãs do Destino é responsável pelos acidentes estranhos, visto que ela está tentando matar todos os descendentes dos sobreviventes do Titanic que agora existem, mas não deveria. Para proteger Sam e Dean da ira de Átropos—que já está zangada com os Winchester pela sua irrelevância—e suas irmãs—que matariam os irmãos em vingança se Castiel matasse Átropos-Castiel é forçado a desfazer o cronograma e fazer tudo como era antes do episódio, incluindo o Titanic tendo afundado e os Harvelles estarem mortos. |              |                                     |                | |                         |                  |                     |
| 122 | 18           | "Frontierland"                      | Guy Bee        | História por : Amdrew Dabb & Daniel Loflin & Jackson Stewart Roteiro por : Andrew Dabb & Daniel Loflin | 22 de abril de 2011     | 3X6067           | 1.90                |
| Bobby descobre que as cinzas de uma fênix podem matar Eve, e Dean encontra o diário de Samuel Colt, onde ele afirma ter matado uma fênix em Sunrise, Wyoming em 1861. Chamam Castiel para que ele possa enviá-los de volta no tempo. Antes de transportá-los através do tempo, Castiel explica os riscos de enviá-los tão longe e que eles só terão 24 horas - mais, e ele pode não ser capaz de trazê-los de volta. Em 1861, os irmãos testemunham o enforcamento de Elias Finch, que informa ao juiz, ao xerife e ao deputado que todos eles vão queimar. Finch reaparece para queimar o juiz e xerife até a morte, e Dean é proclamado como o novo xerife da cidade. Sam encontra Colt, se apresentando como um caçador do ano de 2011 e dá seu celular como prova. Ele tenta convencer Colt a ajudá-lo a matar Elias, que é de fato a fênix. Enquanto isso, um dos tenentes de Castiel, Rachel, confronta Castiel sobre seu plano para ganhar a guerra e, em seguida, tenta matá-lo. Castiel fica seriamente ferido, mas consegue matar Rachel, depois do qual ele vai para a casa de Bobby. Ele diz a Bobby que ele não será capaz de trazer os irmãos de volta, a menos que ele possa recuperar o seu poder, tocando uma alma humana, quando Bobby oferece a sua própria. Em 1861, Dean usa o deputado como isca para Finch, que não pode atravessar as barras de ferro protegendo-o. Finch o mata com uma arma em vez disso, e começa a perseguir Dean. Sam tem a arma de Colt, emprestada, e dá a Dean, que mata Finch com ela. Castiel leva-los de volta ao presente antes que eles são capazes de recolher as cinzas. Pensando que tudo está perdido, chega um misterioso pacote de Samuel Colt, contendo uma carta, o telefone de Sam e um pote com as cinzas da fênix. |              |                                     |                | |                         |                  |                     |
| 123 | 19           | "Mommy Dearest"                     | John Showalter | Adam Glass                                                                                             | 29 de abril de 2011     | 3X6069           | 2.01                |
| Sam, Dean, Bobby e Castiel seguem Eve à pequena cidade de Grants Pass, Oregon. Eles descobrem um bar cheio de pessoas mortas, onde Eve mudou todos os patronos em vampiros/espectros/metamorfos híbridos, que Dean nomeia "Jefferson Starships". A polícia vem e prende todos, mas Dean, que os segue até a delegacia. Sam percebe que eles também são híbridos e matar todos, mas um deles. Castiel interroga o híbrido e descobre que Eve está em um restaurante. No jantar, onde todo mundo é um híbrido, Eve diz a Sam e Dean que Crowley ainda está vivo e está atrás do poder das almas do Purgatório e também está torturando seus filhos. Ela usa a forma de Mary para mostrar-lhes o que é o amor de mãe. Seu plano é arruinar os planos de Crowley enviando almas ao Purgatório em vez do Inferno (somente os monstros vão para o Purgatório). Dean se recusa a lidar, e Eve tenta transformá-lo, mas ele bebeu uísque misturado com cinzas de fênix mais cedo, o que a envenena. Castiel mata os híbridos e espíritos de distância. Sam, Dean e Bobby discutem porque suspeitam de Castiel, pensando que ele deixou o Crowley viver. Crowley se encontra com Castiel no comensal, dizendo que está cansado de limpar suas bagunças. |              |                                     |                | |                         |                  |                     |
| 124 | 20           | "The Man Who Would Be King"         | Ben Edlund     | Ben Edlund                                                                                             | 6 de maio de 2011       | 3X6070           | 2.11                |
| A maioria do episódio é da perspectiva de Castiel. Ele não está mais certo de que parar o Apocalipse era a escolha certa. Ele também revela que ele foi o único que puxou Sam do Inferno, mas não teve o poder de puxá-lo para fora todo o caminho, embora ele não estava ciente disso na época. Dean mente para Castiel para encobrir que eles estão interrogando um demônio para encontrar Crowley. Castiel vai se encontrar com Crowley que está fazendo experimentos com o cadáver de Eve. Crowley acha que os Winchester estão distraindo Castiel, e diz-lhe para matá-los, mas Castiel recusa, advertindo Crowley para não tocar os irmãos. Castiel observa Sam, Dean e Bobby enquanto invisível, em seguida, salva-los de demônios, mas um deslizamento lhes permite saber que suas suspeitas estão corretas. Continuando seu monólogo, Castiel revela que ele começou a guerra civil no Céu, usando 50.000 almas do Inferno, porque Rafael queria libertar Miguel e Lúcifer e retomar o Apocalipse. Os irmãos convocam Castiel e prendem-no em um círculo de fogo santo. Dean pergunta se Castiel está trabalhando com Crowley, e da incapacidade de Castiel de olhá-lo nos olhos, Dean sabe a resposta. Crowley então aparece pra liberar Castiel. De volta a casa de Bobby, Castiel aparece para Dean, dizendo-lhe para entender que ele está fazendo isso por ele. Dean pede-lhe para confiar nele e parar o que ele está fazendo, porque ele é como um irmão para ele, mas Castiel diz que não. Dean então diz que fará qualquer coisa para detê-lo. Castiel pede a Deus um sinal para ver se o que ele está fazendo é certo ou errado, e diz que se Deus não responder a ele, ele fará o que for preciso. Não há sinal. |              |                                     |                | |                         |                  |                     |
| 125 | 21           | "Let It Bleed"                      | John Showalter | Sera Gamble                                                                                            | 20 de maio de 2011      | 3X6071           | 2.02                |
| Crowley tem Lisa e Ben sequestrados como um aviso para Dean não se intrometer em seus planos. Os irmãos convocam Balthazar para pedir ajuda, mas sem sucesso. Sua investigação leva eles e Bobby para o mundo de H.P. Lovecraft, que supostamente escreveu um manuscrito descrevendo o Purgatório pouco antes de sua morte. Eles descobrem que Lovecraft convidou os convidados para um olhar em primeira mão de outra dimensão durante um jantar, onde todos eles acabaram mortos ou insanos. Sam pede ajuda a Castiel, que está enfurecido porque Crowley ameaçou Dean com seus entes queridos. Castiel ainda acredita que está fazendo a coisa certa e quando Dean está quase morto por um demônio que está interrogando, Castiel o salva e mata o demônio, prometendo salvar Lisa e Ben, mas pedindo que Dean se afaste o que ele se recusa a fazer. Balthazar se encontra com Castiel; ele sabe que Castiel está trabalhando com Crowley, mas concorda em ajudar Castiel até o fim. Bobby fala com o único sobrevivente da festa de Lovecraft em 1937 para saber mais detalhes, mas inadvertidamente descobre que a mãe do velho é Ellie Visyak (que Dean adquiriu a espada de matar dragões em "Like a Virgin"), que é realmente imortal e se originou no Purgatório. Ela explica a Bobby que ela caiu através das rachaduras da abertura de dimensões e tem se escondido na Terra desde então. Ela se recusa a dizer a Bobby como abrir o portão do Purgatório ou aceitar sua ajuda para protegê-la. Enquanto isso, os irmãos recebem ajuda de Balthazar que os teletransporta para onde Lisa e Ben são detidos. Dean descobre que Lisa está possuída por um demônio que apunhala seu corpo para convencer Dean a parar o exorcismo. Contudo, Dean não se deixa intimidar e exorciza o demônio. Ele então leva Lisa todo o caminho para fora, se reúne com Sam e o grupo dirige para o hospital. No entanto, Lisa é mortalmente ferida e como Dean sofre enquanto ela está morrendo, Castiel aparece para ajudar. Como um ato final de amizade com Dean, ele cura as feridas de Lisa sem ser perguntado e ele e Dean admitem que desejam que isso mude o fato de que eles agora são inimigos. Como um último favor para Dean, Castiel apaga as memórias de Lisa e Ben de Dean para que eles possam viver uma vida normal e segura. Mais tarde, Ellie se prepara para deixar sua casa, mas Castiel chega e a captura. |              |                                     |                | |                         |                  |                     |
| 126 | 22           | "The Man Who Knew Too Much"         | Robert Singer  | Eric Kripke                                                                                            | 20 de maio de 2011      | 3X6072           | 2.02                |
| Sam está fugindo da polícia. Uma garçonete o ajuda a investigar sua perda de memória. Sam pisca em memórias anteriores onde ele está ajudando Dean e Bobby a procurar Ellie Visyak, que foi sequestrada por Castiel. Eles acabam a encontrando, mas ela morre de suas feridas enquanto foge de Crowley. Castiel aparece e quebra a parede na mente de Sam quando eles se recusam a parar de tentar detê-lo. Em sua mente, Sam luta contra uma cópia implacável de si mesmo (a versão sem alma do início da temporada), acabou ganhando e absorvendo suas memórias do tempo que ele era desalmado. No mundo real, Balthazar trai Castiel, dando o esconderijo de Crowley para Dean e Bobby. Sam viaja para a casa de Bobby no mundo dos sonhos e encontra um terceiro Sam, que consiste nas memórias quando ele estava na gaiola de Lúcifer. O Sam "Torturado" permite que Sam o mate, que então reintegra-se na mente de Sam. De volta ao mundo real, Castiel descobre a traição de Balthazar e o mata. Dean e Bobby chegam ao esconderijo de Crowley, mas são atacados por uma nuvem de demônios. Furioso, Castiel tenta matar Crowley, mas descobre que não pode. Crowley se aliou a Rafael quando Castiel o traiu. Abandonando o sangue do Purgatório de Ellie, Castiel escapa, enquanto Crowley recita o feitiço para abrir o Purgatório com Rafael. Dean e Bobby tentam interromper, mas ambos são derrubados por Crowley. Quando Crowley termina o feitiço, nada acontece. Castiel trocou os frascos de sangue do Purgatório, usando o real para abrir o Purgatório e absorver toda alma ali. Agora todo poderoso, Castiel destrói facilmente Rafael, enquanto Crowley escapa. De repente, Sam chega e apunhala Castiel por trás com a espada de um anjo, mas não tem nenhum efeito. Castiel se proclama como o novo Deus do mundo, e diz ao grupo para se curvarem e professar seu amor a ele seu Senhor ou ele deve destruí-los. |              |                                     |                | |                         |                  |                     |

## Produção

### Desenvolvimento
O criador da série, Eric Kripke originalmente planejou a série para durar apenas cinco temporadas, mas devido ao aumento da audiência da quarta e quinta temporadas, a rede The CW renovou a série para uma sexta temporada em 23 de fevereiro de 2010. Kripke não retornou como showrunner; no entanto, ele continuou sendo um produtor executivo prático, deixando a escritora de longa-data da série Sera Gamble assumir a produção do dia-a-dia da série. As filmagens da temporada começaram com o quarto episódio, "Weekend at Bobby's", dirigido pela estrela da série Jensen Ackles, para dar ao ator tempo suficiente para a pré-produção. Kripke também escreveu o final da temporada.
Um final de temporada de duas horas foi ao ar em 20 de maio de 2011.

### Roteiro

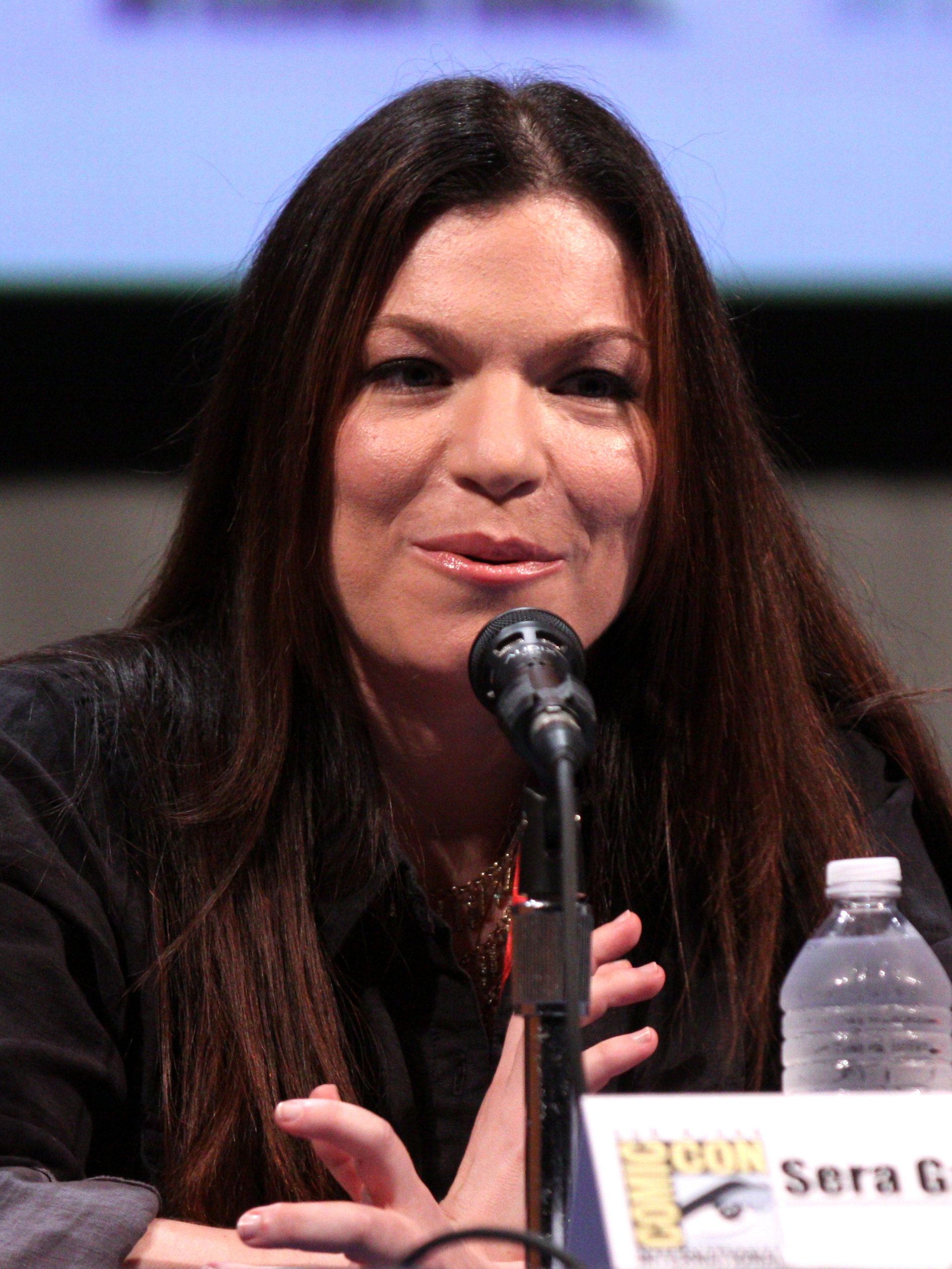
Sera Gamble, que trabalhava em Supernatural desde a primeira temporada, assumiu o cargo de showrunner na sexta temporada.

Gamble disse que a sexta temporada da série se concentraria no relacionamento dos irmãos. A temporada se orientou no formato das primeiras temporadas com "grande quantidade de episódios fechados, e ... um longo arco de história para narrar". Segundo um comunicado de imprensa da The CW, Céu e Inferno cairam em "desordem completa", forçando Sam e Dean a se reunirem para "bater a maré crescente de criaturas e demônios" que "vagam por uma paisagem desordenada e caótica". A temporada saltou adiante um ano para "obter alguma distância entre [Sam e Dean], obter alguma história pessoal para cada um deles" para permitir "novo conflito, novas circunstâncias, novas coisas". Os papéis dos irmãos foram revertidos, com Dean agora hesitante em retornar ao estilo de vida de caça. Os irmãos investigaram por que os monstros estão "agindo fora do padrão". Os primeiros episódios estabelecem a mitologia. Um episódio que faz sátira de Twilight (Crepúsculo) e The Vampire Diaries, "Live Free or Twi-Hard", foi ao ar em outubro de 2010 e explorou a "fascinação romântica atual" com vampiros. No entanto, os fãs de Twilight no centro dos comentários "depreciativos" dos Winchester foram "um pouco ficcionalizados". Sobre isso, Gamble observou: "...parte da coisa é encontrar um equilíbrio entre, digamos, histórias mais reais de vampiros. Nós não queremos ofender". Uma fã da saga Twilight, ela também comentou: "Eu certamente não estou chegando neste ponto de sentir superior a eles. Eu tenho um grande respeito." Outro episódio da temporada, "Clap Your Hands if You Believe", consistiu em um enredo "insano" com Sininho (Tinker Bell), e o episódio começou com uma sequência de alienígenas e uma sequência de títulos refeita que é uma homenagem a The X-Files.

### Casting
Misha Collins voltou como Castiel como membro regular da série, e Jim Beaver voltou como Bobby Singer em vários episódios. Mitch Pileggi fez várias aparições como o avô de Sam e Dean, Samuel. O papel recorrente de Christian, o primo materno de Sam e Dean, foi dado a Corin Nemec; ele foi descrito como "capaz, calmo sob pressão e muito bom no que faz". Kim Rhodes voltou como Xerife Jody Mills, assim como Fredric Lehne como Azazel.

## Recepção

### Resposta da crítica
O site agregador de críticas Rotten Tomatoes relatou um índice de aprovação de 100% para a sexta temporada de Supernatural, com uma classificação média de 7.25/10 baseado em 7 avaliações.

### Audiência
| №  | Título                              | Exibição original       | Rating/share (18–49) | Audiência (em milhões) | DVR (18–49) | Total (18–49) | Ref(s) |
| -- | ----------------------------------- | ----------------------- | -------------------- | ---------------------- | ----------- | ------------- | ------ |
| 1  | "Exile on Main St."                 | 24 de setembro de 2010  | 1.3/4                | 2.90                   | N/A         | N/A           | N/A    |
| 2  | "Two and a Half Men"                | 1 de outubro de 2010    | 1.0/4                | 2.33                   | 0.3         | 1.3           | [ 46 ] |
| 3  | "The Third Man"                     | 8 de outubro de 2010    | 0.9/3                | 2.16                   | 0.4         | 1.4           | [ 47 ] |
| 4  | "Weekend at Bobby's"                | 15 de outubro de 2010   | 1.2/4                | 2.84                   | 0.4         | 1.6           | [ 48 ] |
| 5  | "Live Free or Twihard"              | 22 de outubro de 2010   | 1.1/4                | 2.47                   | 0.3         | 1.4           | [ 49 ] |
| 6  | "You Can't Handle The Truth"        | 29 de outubro de 2010   | 1.1/4                | 2.52                   | 0.4         | 1.5           | [ 50 ] |
| 7  | "Family Matters"                    | 5 de novembro de 2010   | 1.1/4                | 2.46                   | 0.4         | 1.5           | [ 51 ] |
| 8  | "All Dogs Go to Heaven"             | 12 de novembro de 2010  | 0.9/3                | 2.09                   | N/A         | N/A           | N/A    |
| 9  | "Clap Your Hands If You Believe..." | 19 de novembro de 2010  | 0.9/3                | 1.94                   | 0.4         | 1.3           | [ 52 ] |
| 10 | "Caged Heat"                        | 3 de dezembro de 2010   | 1.0/3                | 2.15                   | 0.4         | 1.4           | [ 53 ] |
| 11 | "Appointment in Samarra"            | 10 de dezembro de 2010  | 1.0/3                | 2.27                   | 0.4         | 1.4           | [ 54 ] |
| 12 | "Like a Virgin"                     | 4 de fevereiro de 2011  | 1.0/3                | 2.25                   | 0.3         | 1.3           | [ 55 ] |
| 13 | "Unforgiven"                        | 11 de fevereiro de 2011 | 0.9/3                | 1.97                   | 0.3         | 1.2           | [ 56 ] |
| 14 | "Mannequin 3: The Reckoning"        | 18 de fevereiro de 2011 | 1.0/3                | 2.25                   | N/A         | N/A           | N/A    |
| 15 | "The French Mistake"                | 25 de fevereiro de 2011 | 1.0/3                | 2.18                   | 0.4         | 1.4           | [ 57 ] |
| 16 | "...And Then There Were None"       | 4 de março de 2011      | 1.0/3                | 2.14                   | 0.4         | 1.4           | [ 58 ] |
| 17 | "My Heart Will Go On"               | 15 de abril de 2011     | 0.9/3                | 2.26                   | 0.4         | 1.3           | [ 59 ] |
| 18 | "Frontierland"                      | 22 de abril de 2011     | 0.9/3                | 1.90                   | 0.3         | 1.2           | [ 60 ] |
| 19 | "Mommy Dearest"                     | 29 de abril de 2011     | 0.9/3                | 2.01                   | 0.3         | 1.2           | [ 61 ] |
| 20 | "The Man Who Would Be King"         | 6 de maio de 2011       | 1.0/3                | 2.11                   | N/A         | N/A           | N/A    |
| 21 | "Let It Bleed"                      | 20 de maio de 2011      | 0.8/3                | 2.02                   | 0.4         | 1.3           | [ 62 ] |
| 22 | "The Man Who Knew Too Much"         | 20 de maio de 2011      | 0.8/3                | 2.11                   | N/A         | N/A           | N/A    |

## Lançamento em DVD
| Supernatural: The Complete Sixth Season | | | | | |
| Detalhes do DVD | Detalhes do DVD | Detalhes do DVD | Características Especiais | Características Especiais | Características Especiais |
| - 22 episódios - 4 discos (Blu-ray); 6 discos (DVD) - Áudio em Inglês (Dolby Digital 5.1 Surround) - Hard of Hearing Legendas: Inglês - Legendas: Chinês, Francês, Português e Espanhol | - 22 episódios - 4 discos (Blu-ray); 6 discos (DVD) - Áudio em Inglês (Dolby Digital 5.1 Surround) - Hard of Hearing Legendas: Inglês - Legendas: Chinês, Francês, Português e Espanhol | - 22 episódios - 4 discos (Blu-ray); 6 discos (DVD) - Áudio em Inglês (Dolby Digital 5.1 Surround) - Hard of Hearing Legendas: Inglês - Legendas: Chinês, Francês, Português e Espanhol | - Jensen Ackles: A jornada de um diretor - Supernatural e a busca pela Alma - Supernatural: The Anime Series - "All Hell Breaks Loose" Partes 1 & 2 - Comentários em áudio em "Clap Your Hands if you Believe" com os produtores Robert Singer, Sera Gamble e Ben Edlund - Comentários em áudio em "The French Mistake" com os produtores Robert Singer, Sera Gamble e Ben Edlund. - Alternativos Takes e Outtakes de "The French Mistake" - Cenas deletadas - Erros de gravação | - Jensen Ackles: A jornada de um diretor - Supernatural e a busca pela Alma - Supernatural: The Anime Series - "All Hell Breaks Loose" Partes 1 & 2 - Comentários em áudio em "Clap Your Hands if you Believe" com os produtores Robert Singer, Sera Gamble e Ben Edlund - Comentários em áudio em "The French Mistake" com os produtores Robert Singer, Sera Gamble e Ben Edlund. - Alternativos Takes e Outtakes de "The French Mistake" - Cenas deletadas - Erros de gravação | - Jensen Ackles: A jornada de um diretor - Supernatural e a busca pela Alma - Supernatural: The Anime Series - "All Hell Breaks Loose" Partes 1 & 2 - Comentários em áudio em "Clap Your Hands if you Believe" com os produtores Robert Singer, Sera Gamble e Ben Edlund - Comentários em áudio em "The French Mistake" com os produtores Robert Singer, Sera Gamble e Ben Edlund. - Alternativos Takes e Outtakes de "The French Mistake" - Cenas deletadas - Erros de gravação |
| Datas de lançamento | | | | | |
| Região 1 | Região 1 | Região 2 | Região 2 | Região 4 | Região 4 |
| 13 de setembro de 2011 | 13 de setembro de 2011 | 7 de novembro de 2011 | 7 de novembro de 2011 | 2 de novembro de 2011 | 2 de novembro de 2011 |